# هوادیان پاور
هوادیان پاور (انگلیسی: Huadian Power) شرکت برق چینی است، که در سال ۱۹۹۴ تأسیس شد.